# Taraudage

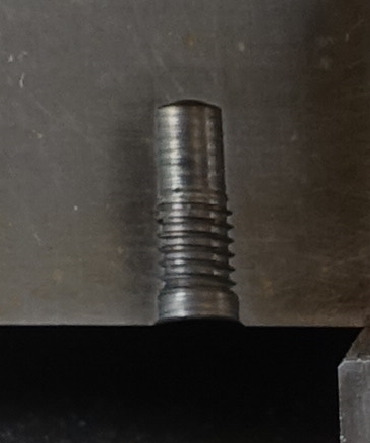
Vue en coupe d'un taraudage borgne.

Le taraudage est l’opération qui consiste à usiner un filet à l’intérieur d’un alésage.
Un trou taraudé est la forme complémentaire d'une vis ou tige filetée. Techniquement il s'agit d'un trou lisse dans lequel on opère un filetage improprement appelé pas de vis.
Un écrou possède un trou taraudé, généralement débouchant, sinon, il est dit « borgne ».

## Taraudage par coupe

### Taraudage manuel

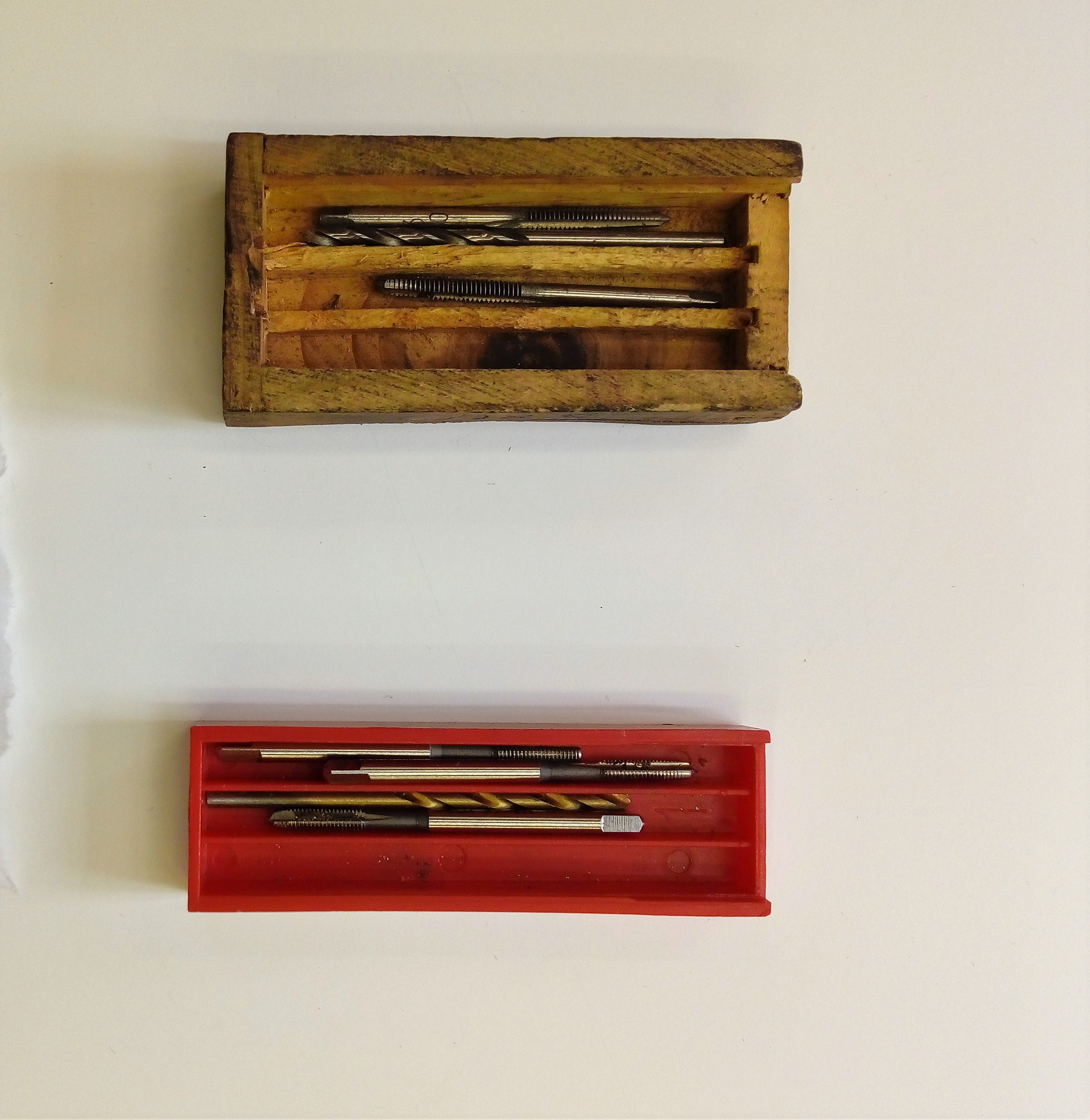
Tarauds manuels anciens et modernes.

Il se fait par vissage forcé d'un taraud dans le trou lisse ; cette méthode est recommandée pour les filets de dimensions standard. Le travail s’exécute traditionnellement à l’étau avec taraud et tourne-à-gauche.
L’opération s’effectue avec un jeu de 3 tarauds, il est recommandé de lubrifier avec une goutte d’huile ou un peu de suif et de faire un demi-tour arrière de temps à autre pour casser le copeau…

### Taraudage machine
- Le taraud est monté sur une machine (perceuse, fraiseuse, tour, etc.), soit simplement dans la pince ou sur un porte-outil débrayable.
- Par génération avec un outil de forme parcourant une hélice par rapport à l'axe du trou, cet outil étant monté sur un tour ou une fraiseuse.
- Par usinage sur machine spéciale, le filet étant obtenu par une fraise de profil.

## Taraudage par déformation
Le taraudage par déformation est une alternative au taraudage traditionnel par enlèvement de métal. Cette technique permet la réalisation de filets par déformation de la matière sans création de copeau.

### Caractéristiques
Les filets se forment par déformation tridimensionnelle de la matière, l’écrouissage qui en résulte donne une résistance et des qualités géométriques plus élevées qu’avec le taraudage avec coupe.

### Avantages
- Pas de production de copeau.
- Meilleure résistance à la traction.
- Meilleur état de surface.
- Vitesse de travail plus élevée.

### Emploi
Le taraudage par déformation est recommandé pour les métaux non ferreux comme les alliages de cuivre et d’aluminium, certains laitons et les aciers non traités. Il est recommandé de lubrifier pour améliorer le glissement matière-outil et éviter l’échauffement.

## Représentation en dessin industriel

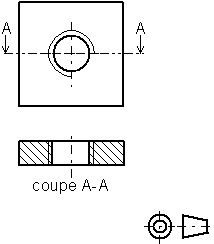
taraudage débouchant

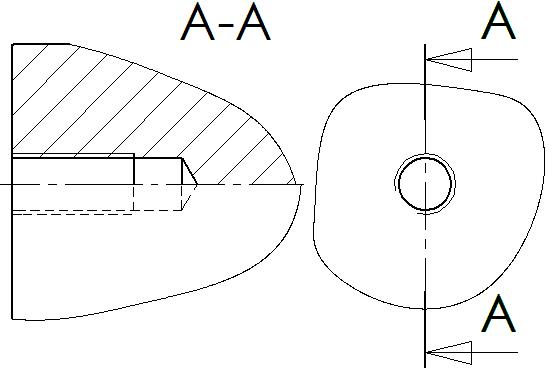
Taraudage borgne.

### Méthode de tracé
En dessin technique on utilise la même convention que pour le filetage. Il convient d'exécuter le dessin dans l'ordre proposé afin de ne pas faire d'erreurs. Dans une coupe (cas le plus représentatif) :
- le contour de la pièce est en trait fort, en particulier le trou lisse qui est de diamètre égal au diamètre nominal réduit de la valeur du pas. Les hachures s'appuient donc sur ce contour ;
- dans la vue axiale, un trait fort délimite la partie filetée (dernier filet) sauf pour les taraudages débouchants. En dessin industriel, c'est le seul cas où deux traits forts se croisent[1] ;
- le creux du filet est représenté :
  - dans une vue axiale, par deux lignes continues et en trait fin du côté de la matière (donc à l'extérieur) distantes l'une de l'autre de la valeur du diamètre nominal,
  - dans une vue radiale, par un cercle incomplet (3/4) en trait fin au diamètre nominal ;
- si ces entités sont cachées (sauf hachures), elles sont exécutées en trait interrompu fin.

### Assemblage vis et taraudage
Les mêmes règles s'appliquent dans le cas du dessin de l'assemblage de la vis et de son écrou, avec cependant une contrainte supplémentaire : les détails de la vis (rarement coupée) sont prioritaires. Ce qui revient à coller le dessin opaque de la vis sur celui du taraudage.

### Remarques concernant le trou non débouchant
Pour les taraudages effectués à l'aide d'un taraud, il n'est pas possible d'étendre l'opération jusqu'au fond du trou. Il convient de réserver au minimum une longueur égale au diamètre nominal, correspondant à la longueur non filetable (amorce du taraud). Le trait fort matérialise donc la limite au-delà de laquelle le trou est considéré comme non fileté.

### Profondeur du taraudage
La vis tire sur les filets. Un serrage trop fort peut en entrainer la rupture (vis ou taraudage foiré). On préconise une profondeur de taraudage permettant l'implantation d'une vis :
- de 0,8 fois le diamètre nominal dans les aciers durs (limite élastique > 640MPa env.) ; la norme AFNOR est de 0,5D à 1D ;
- de 1,5 fois le diamètre nominal dans les aciers de construction (type S235) ; la norme AFNOR est de 0,5D à 1D ;
- de 2 fois le diamètre nominal dans les métaux tendres (alliage d'aluminium ou de cuivre).

Les écrous standard sont épais de 0,8 fois le diamètre nominal. Cela vient du fait que les matériaux sont suffisamment résistants.

### Couple de taraudage
Le couple nécessaire pour faire un taraudage correct est compris entre une valeur minimale et une valeur maximale (le maximum absolu étant le couple de rupture du taraud, couple en dessous duquel on doit donc toujours travailler).
| Métrique à fileter | Fourchette de couple |
| ------------------ | -------------------- |
| M 2,5 - 3          | 50–95 cN m           |
| M 3 - 4            | 100–230 cN m         |
| M 4 - 6            | 240–440 cN m         |
| M 6 - 10           | 450–700 cN m         |
| M 10 - 12          | 710–1 300 cN m       |